# A Ulloa
Pour les articles homonymes, voir Ulloa (homonymie).
La Comarque de Ulloa est une comarque située au centre-ouest de la province de Lugo, en Galice.
Elle comprend trois municipios : 
- Antas de Ulla
- Monterroso
- Palas de Rei

Elle jouxte d'autres comarques